# کبیر (رابر)
کبیر روستایی در دهستان سیه بنوئیه بخش مرکزی شهرستان رابر استان کرمان ایران است.شغل روستاییان دامداری وکشاورزی است از مکانهای گردشگری وتفریحی آن در سالهایی که خشکسالی نباشد میتوان به سد خاکی روستا، باغات گردو و میوه های سردسیری، گلی کبیر، بندر کبیر و... اشاره کرد. 
تمامی ساکنان این روستا فامیلی عسکر پور کبیر دارند

## جمعیت
بر پایه سرشماری عمومی نفوس و مسکن در سال ۱۳۹۵ جمعیت این مکان ۳۴۵ نفر (۱۳۴خانوار) بوده‌است.